# Dave Pirner

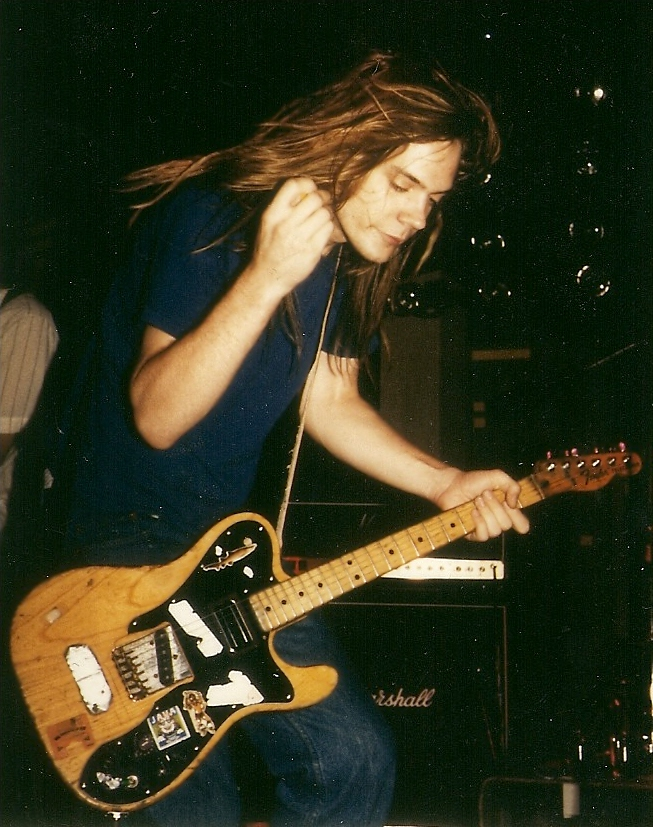
Dave Pirner, Konzert von Soul Asylum in Detmold, 1990

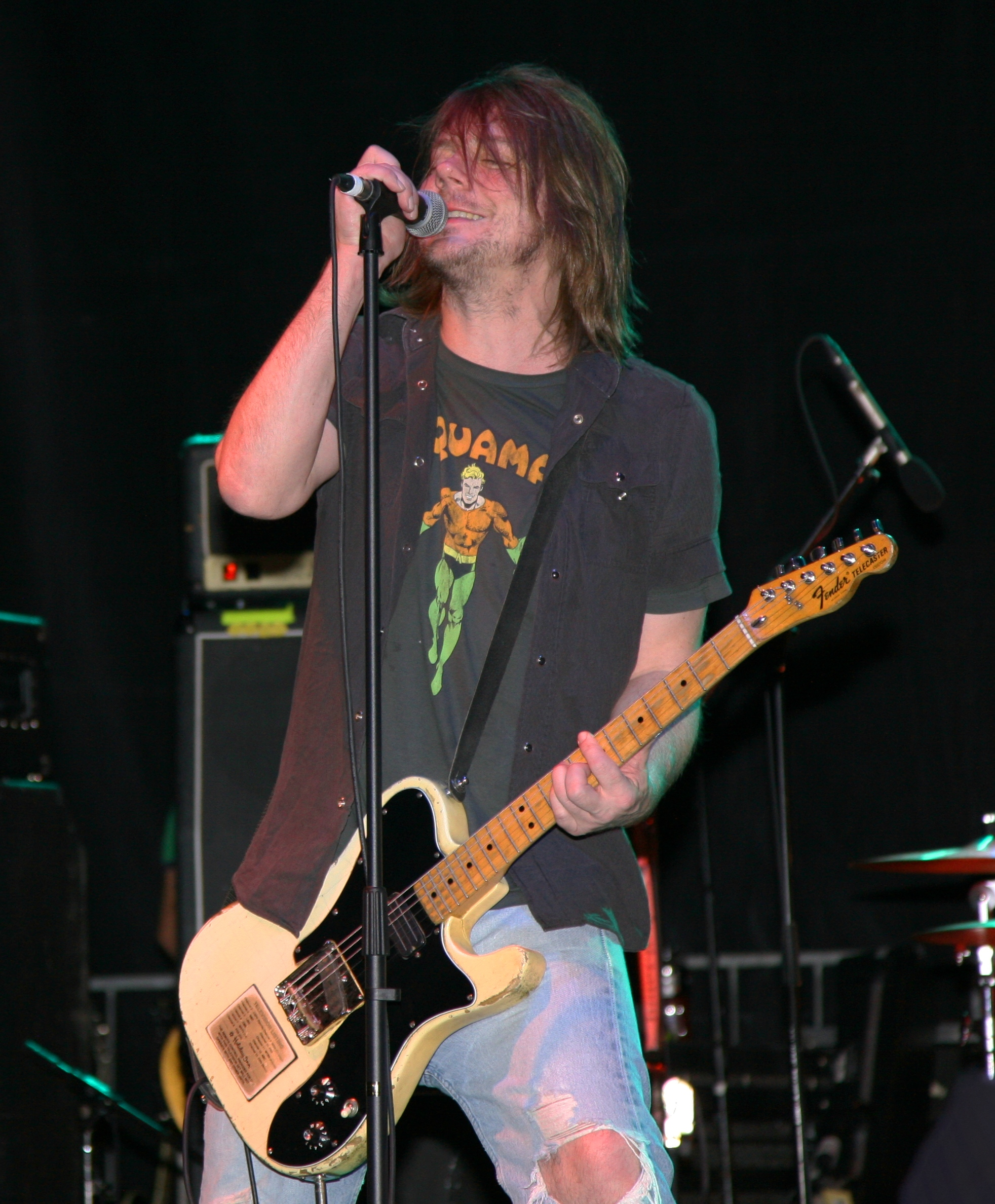
Dave Pirner, 2010

David Anthony Pirner, genannt Dave Pirner (* 16. April 1964 in Green Bay, Wisconsin), ist ein US-amerikanischer Musiker und Songwriter. Bekannt wurde er als Sänger und Gitarrist der Band Soul Asylum.

## Biografie
Pirner wurde am 16. April 1964 in Green Bay geboren. Als er 17 war, lebte und arbeitete er in Minneapolis, Minnesota. Er brachte sich selbst Schlagzeug spielen bei. Im Alter von 20 startete er seine Karriere als Drummer einer Punkband namens Loud Fast Rules in Minneapolis zusammen mit Karl Mueller (Bass) und Dan Murphy (Gitarre). Als Pirner zum Singen und Gitarre Spielen wechselte, kam Pat Morley am Schlagzeug dazu. Pat wurde später durch Grant Young ersetzt, und die Band änderte ihren Namen in Soul Asylum. Zuerst fand die Kritik, die Band sei rührselig und sprunghaft, aber gleichzeitig fesselnd. Sie erlebten einen riesigen Erfolg mit der Single Runaway Train aus dem 1992er Album Grave Dancers Union. Das Video zum Stück mit der Musik und dem Text von Pirner zeigt Fotos vermisster Kinder und Szenen, die weglaufende, entführte und missbrauchte Kinder zeigt. Durch die Popularität des Songs und dadurch auch des Videos half letzteres dabei, einige dieser Kinder wieder ausfindig zu machen. Der zweite große Hit aus diesem Album war "Black Gold" – wegen dieser beiden Titel verkaufte es sich mehr als zwei Millionen Mal.
Nachdem Soul Asylum bekannter wurde, hatte Pirner Gastauftritte auf verschiedenen Alben von Künstlern, die er bewunderte, wie Paul Westerberg, Mike Watt und The Autumn Defense.
1999 legten Soul Asylum eine Pause ein, nachdem sie 1998 Candy from a Stranger aufgenommen hatten, das sich schlechter verkaufte als das 1992er Album Grave Dancer’s Union und das 1995er Let Your Dim Light Shine, welches die großen Hits Misery und Just Like Anyone enthielt. Aber nach vier Jahren kam Soul Asylum wieder zusammen und fing an, im Studio neue Songs zu schreiben, was die Idee des todkranken Bassisten Karl Mueller war. Karl starb am 17. Juni 2005 im Alter von 41 Jahren nach einem langen Kampf gegen den Speiseröhrenkrebs. Etwa ein Jahr nach seinem Tod veröffentlichten Soul Asylum ihr bis jetzt letztes Album The Silver Lining bei Legacy Recordings, welches dem Leben und Andenken Karls gewidmet ist. Ungefähr die Hälfte der Songs wurde mit dem verstorbenen Bassisten aufgenommen, wie etwa Lately, Slowly Rising und Standing Water. Der erste Hit dieses Albums war Stand Up and Be Strong. 2008 war Soul Asylum mit einem neuen Line-Up, bestehend aus Dave Pirner (Gitarre, Gesang), Dan Murphy (Gitarre), Michael Bland (Schlagzeug) und Tommy Stinson (Bass), auf Tour.
Dave Pirner wurde durch sein Privatleben genauso berühmt wie durch seine Musik. Er war mit dem Filmstar Winona Ryder liiert und hatte einen Cameo-Auftritt in ihrem Film Reality Bites – Voll das Leben (1994). Pirner war auch Teil der für den Film Backbeat zusammengestellten All-Star Band (1994). Ein Missverständnis beim Textinhalt der Hit-Single Wynona's Big Brown Beaver („Winonas großer brauner Biber“, beaver ist ein Slangausdruck für Schambehaarung) von Primus führt zu einer kurzen Rivalität mit Les Claypool (dessen sich Claypool gar nicht bewusst war, bis das Thema während eines Interviews aufgebracht wurde). Wie verlautete, fühlte Pirner sich angegriffen, während Ryder dies nicht so sah. Pirner trug auch zum Soundtrack des 1997er Kevin-Smith-Films Chasing Amy bei. Der Song Cant Even Tell wurde bei Kevin Smiths Clerks und später Misery bei Clerks 2 verwendet.
Im Jahr 2002 veröffentlichte Pirner sein erstes Soloalbum mit dem Titel Faces & Names auf Ultimatum Music. Er trug auch mit seinem Gesang zum Song Chillout Tent auf der 2006er Veröffentlichung Boys and Girls in America von The Hold Steady bei.
Pirner wohnt mittlerweile im Bywater-Viertel von New Orleans, welches 2005 durch den Hurrikan Katrina heimgesucht wurde. Dort ist er Teil eines Musikerkollektivs und arbeitet an Musikproduktionen.

## Diskografie
- 2002: Faces & Names (Ultimatum Music)

## Trivia
- Pirner hört man, wie er am Anfang von „Kids Don't Follow“ von The Replacements die Polizei von Minneapolis verflucht, die eine Lagerhaus-Party sprengt.[2]
- Pirner produzierte 1990 das Album „Coup De Grace“ der gleichnamigen Metal-Band aus Minneapolis.